# فرهنگ علوم انسانی
فرهنگ علوم انسانی واژه‌نامه‌ای از داریوش آشوری است که در آن، نویسنده به ارائهٔ معادل‌هایی برای مفاهیم علوم انسانی پرداخته‌است.

## ویراست‌های دیگر
این کتاب اولین بار با نام واژگ‍ان ف‍ل‍س‍ف‍ه و ع‍ل‍وم اج‍ت‍م‍اع‍ی در سال ۱۳۵۵ منتشر شد. ویراست دیگری از این کتاب نیز تحت‌عنوان واژه‌نامه انگلیسی-فارسی برای علوم انسانی از سوی مرکز اسناد و پژوهش‌های ایرانی (پاریس، ۱۹۹۵) منتشر شده‌است.

## نقد و بررسی
محمد طباطبایی در سال ۱۳۶۳ نقدی بر این کتاب نوشت.
جلال متینی نقد مفصلی بر این کتاب نوشته‌است.
علی صلح‌جو در کتاب نکته‌های ویرایش، با اشاره به اینکه کلمهٔ «دیستوپیا» را در هیچ فرهنگی جز این فرهنگ پیدا نکرده‌است، می‌نویسد: «هیچ مترجم و ویراستاری از این فرهنگ ارزشمند بی‌نیاز نیست. جای بسی تأسف است که فرهنگستان زنده‌ای چون داریوش آشوری و فرهنگستان زبان و ادب فارسی با یکدیگر همکاری ندارند.»